# Јамајканска хутија
Јамајканска хутија (Geocapromys brownii) је врста глодара из породице хутија (Capromyidae).

## Распрострањење
Ареал врсте је ограничен на једну државу. Јамајка је једино познато природно станиште врсте.

## Станиште
Станишта врсте су планине и брдовити предели. 

## Угроженост
Ова врста се сматра рањивом у погледу угрожености врсте од изумирања.